# Tektonski rov
Tektonski rov (tektonska graba, eng. graben) je vrsta geološke formacije. Pojavljuje se u procesu rasjedanja tako da se između dvaju ili više usporednih normalnih rasjeda spusti dio terena. Središnji dio rova spušten je u odnosu na rubne dijelove. 

Stršenjak i tektonski rov (tektonska graba) spadaju u složene rasjedne oblike.
Jedan ili više tektonskih rovova tvore rasjednu dolinu (eng. rift valley).